# Yanick Flury
Yanick Flury  (* 1998) ist ein Schweizer Unihockeyspieler, der beim Nationalliga-A-Verein SV Wiler-Ersigen unter Vertrag steht.

## Karriere
Flury stand 2017 zum ersten Mal im Kader des Nationalliga-A-Vertreters SV Wiler-Ersigen. 2019 wurde er fix in das Kader des Rekordmeisters integriert.